# Nayadet López
Pour les articles homonymes, voir López.
Nayadet Zulema López Opazo, née le 5 août 1994 à Manises en Espagne, est une joueuse internationale chilienne de football évoluant au poste de milieu de terrain.

## Biographie
Avec l'équipe du Chili féminine, elle participe aux Jeux olympiques d'été de 2020 de Tokyo. Lors du tournoi olympique, elle ne joue qu'une seule rencontre, face à la Grande-Bretagne.